# Università di Warwick
L'università di Warwick (pronuncia /ˈwɒɹɪk/) è un'università con sede a Coventry, in Gran Bretagna, fondata nel 1965.

## Struttura
L'ateneo è organizzato nelle seguenti facoltà:
- Lettere
- Scienze, ingegneria e medicina
- Scienze sociali

### Campus
- Campus centrale
- Clinical sciences building presso l'University Hospital di Coventry
- Gibbet Hill Campus, dipartimento di biologia e Warwick Medical School
- University of Warwick science park
- Warwick HRI research centre, Kirton, Lincolnshire
- Warwick HRI research and conference centre, Wellesbourne, Warwickshire
- Westwood campus

Nel mese di settembre 2014, la Warwick business school ha inaugurato il suo secondo campus all'interno dello Shard di Londra; il campus è altresì dotato di ampi spazi verdi e di un arts centre.

## Critiche
Il modello Warwick incentrato sulle commercializzazione delle attività accademiche è stato criticato da Edward Palmer Thompson, professore di storia presso l'ateneo, sul quale scrisse un libro nel 1971, intitolato Warwick University Ltd.